# Jean-Claude Scherrer
Jean-Claude Scherrer (Uznach, 20 de julho de 1978) é um ex-tenista profissional suíço. Especialista em duplas ele fez parceria em algumas oportunidades com seu amigo Stan Wawrinka.

## ATP Tour Finas

### Duplas (2 vicves)
| Legenda (pre/pos 2009)                                   |
| ATP International Series / ATP World Tour 250 Series (2) |

| N. | Data           | Torneio        | Piso   | Parceiro           | Oponentes               | Placar   |
| 1. | 10 Julho 2006  | Gstaad, Suíça  | Saibro | Marco Chiudinelli  | Jiří Novák Andrei Pavel | 3–6, 1–6 |
| 2. | 5 Janeiro 2009 | Chennai, India | Duro   | Stanislas Wawrinka | Eric Butorac Rajeev Ram | 3–6, 4–6 |